# Беливо (посёлок)
Беливо — посёлок в Орехово-Зуевском муниципальном районе Московской области. Входит в состав сельского поселения Дороховское. Население — 99 чел. (2010).

## Расположение
Посёлок Беливо расположен в юго-восточной части Орехово-Зуевского района, примерно в 24 км к югу от города Орехово-Зуево. Высота над уровнем моря 122 м.

## История
До 2006 года посёлок входил в состав Дороховского сельского округа Орехово-Зуевского района.

## Транспорт
В посёлке находится станция Беливо (95 километр)

## Население
По переписи 2002 года в посёлке проживало 139 человек (58 мужчин, 81 женщина).
| 2002 | 2006 | 2010 |
| ---- | ---- | ---- |
| 139  | ↘107 | ↘99  |